# Nagelboom van 's-Gravenvoeren

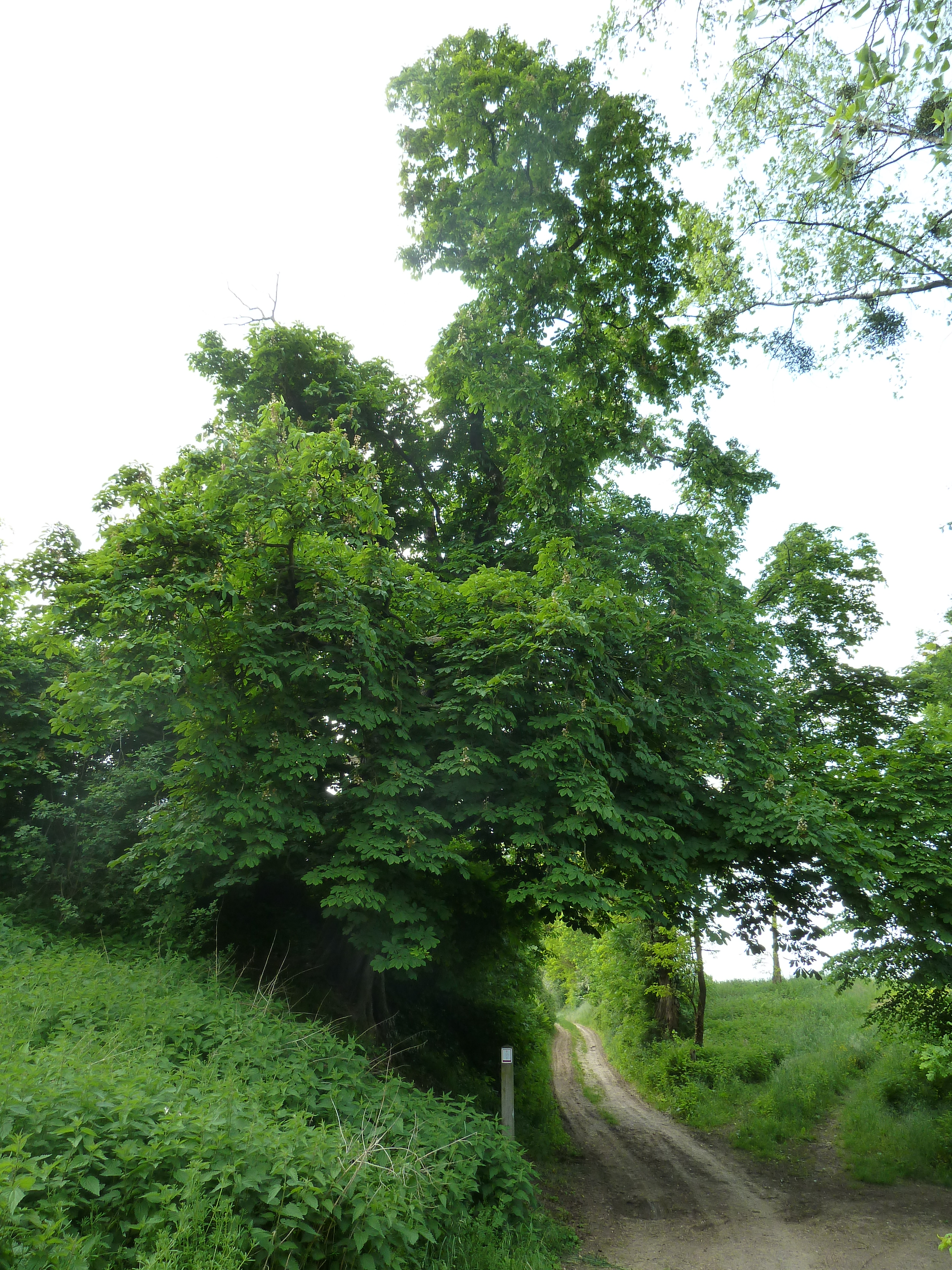
Nagelboom van 's-Gravenvoeren

De Nagelboom van 's-Gravenvoeren is een oude paardenkastanje (Aesculus hippocastanum) in de gemeente Voeren in de Belgische provincie Limburg. De boom is een spijkerboom en staat vlak bij 's-Gravenvoeren aan de zuidkant van het dorp op zo'n 350 meter ten zuidwesten van de Sint-Lambertuskerk aan een splitsing van twee holle wegen. De straatnaam van de weg waaraan de boom staat is de Bosstraat. Op deze weg komt bij de nagelboom de weg Kattegraaf uit. De Kattegraaf zou vroeger regelmatig gebruikt zijn door katten uit de wijde omtrek om hier samen te komen dansen.
De Bosstraat zou in de Romeinse tijd een Romeinse weg zijn geweest, oostelijker heeft de weg achtereenvolgens de namen Mennekesput en Steenbos en komt uit bij de Steenboskapel waarin Romeins bouwmateriaal verwerkt is. Zo'n 150 meter ten oosten van de nagelboom ligt de Boomstraat die vermoedelijk verwijst naar deze boom.
De Nagelboom van 's-Gravenvoeren is jarenlang in het volksgeloof gebruikt door lokale mensen om in geval van tandpijn een spijker in de boom te kloppen om op die manier om genezing te vragen. Eerst moest het slachtoffer de spijker wrijven over de zere plek om vervolgens de spijker in de boom te slaan opdat de boom de pijn zou overnemen.
In 2015 nam de boom als vertegenwoordiger van België deel aan de wedstrijd Europese Boom van het Jaar.
In juli 2018 is de boom dood gegaan en op 29 juli 2018 werden de laatste takken opgeruimd; enkel de stam staat nog.

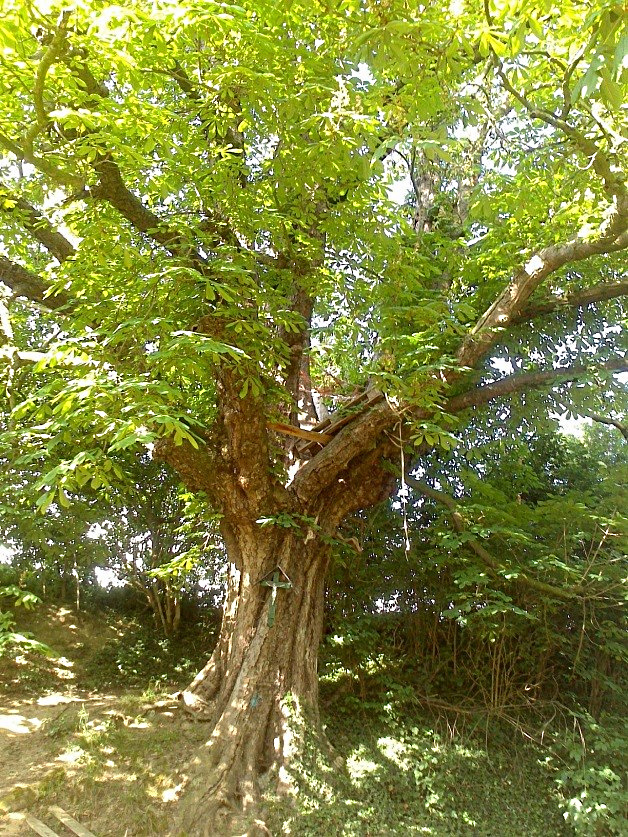
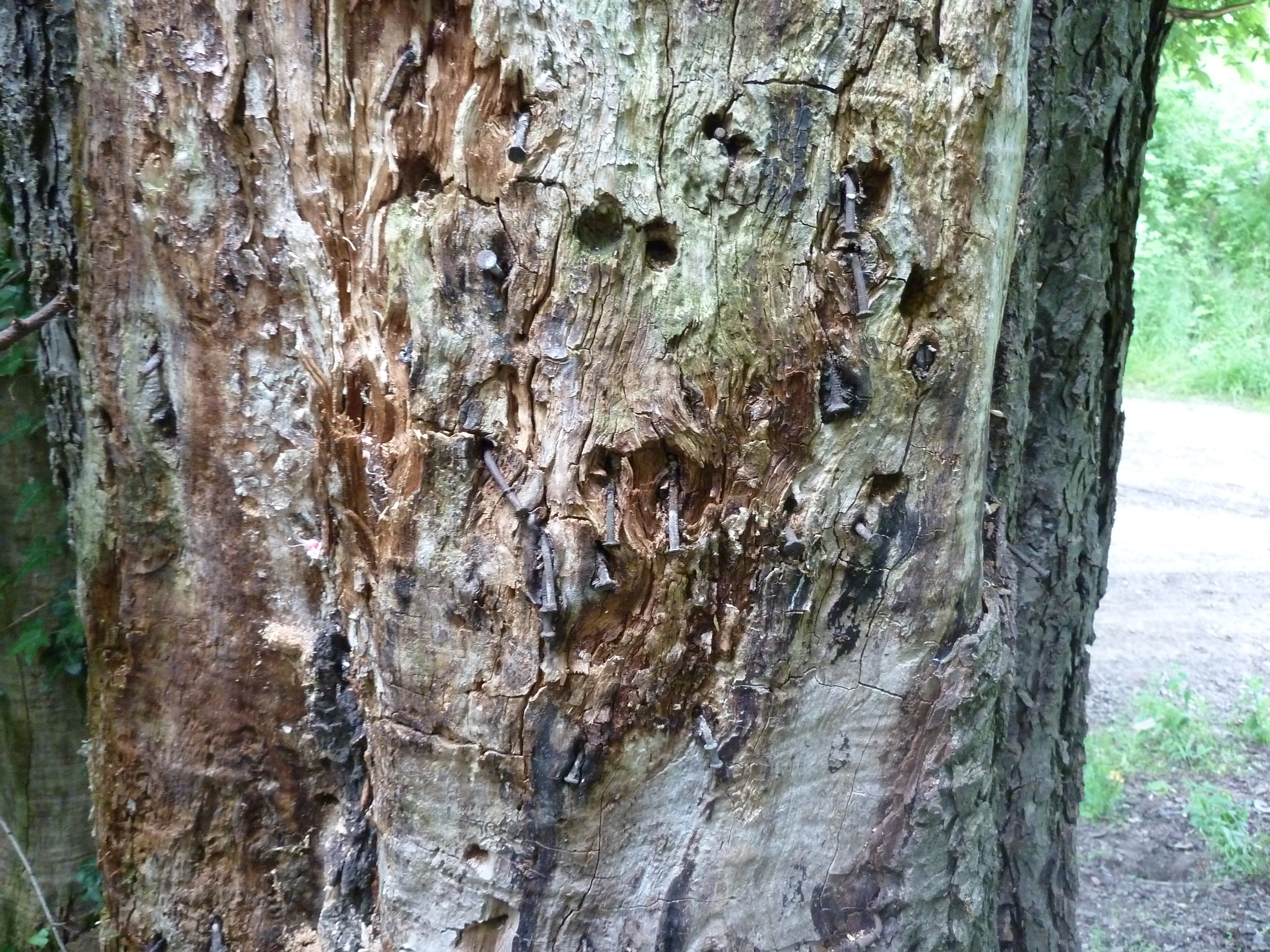
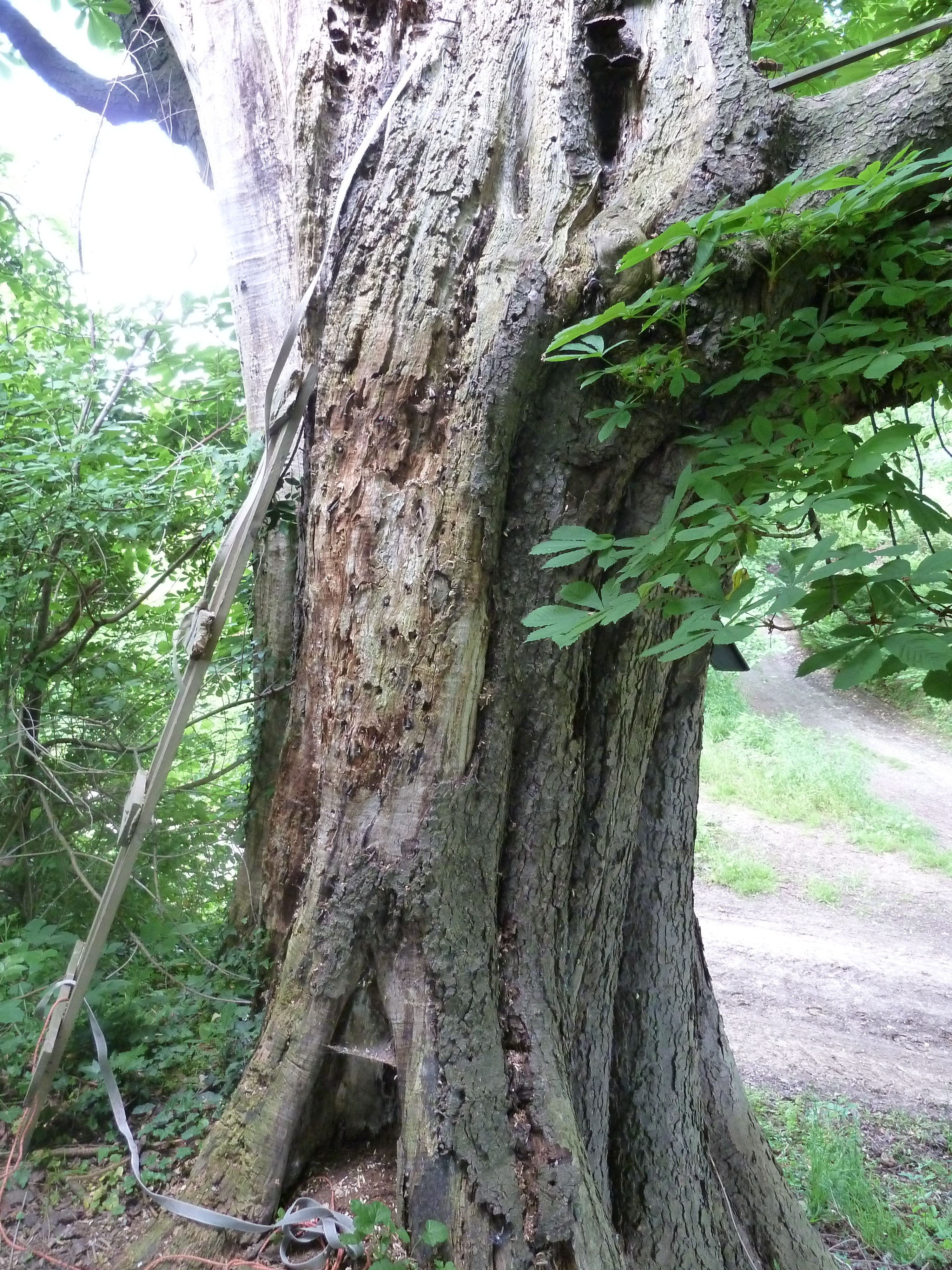
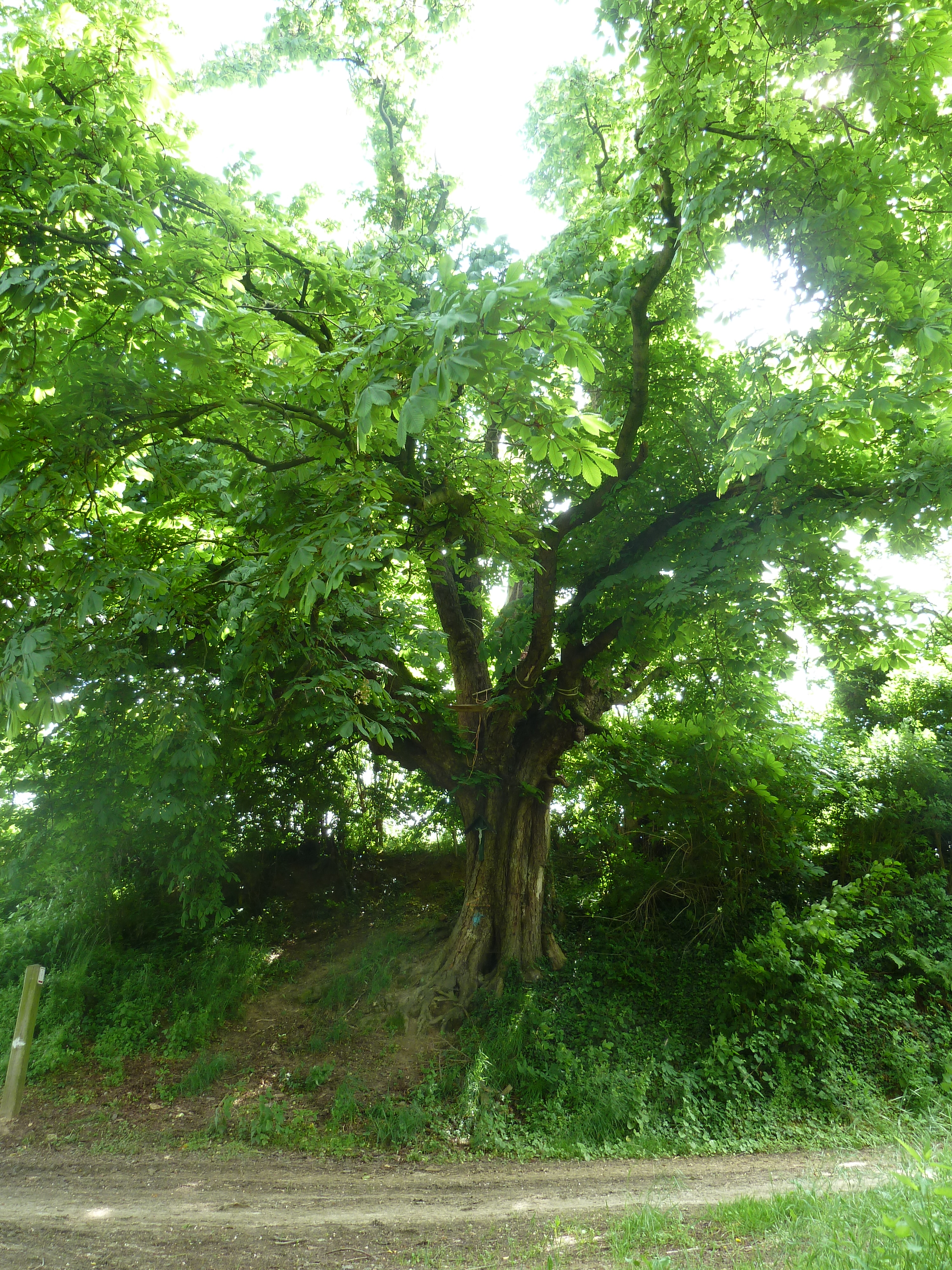
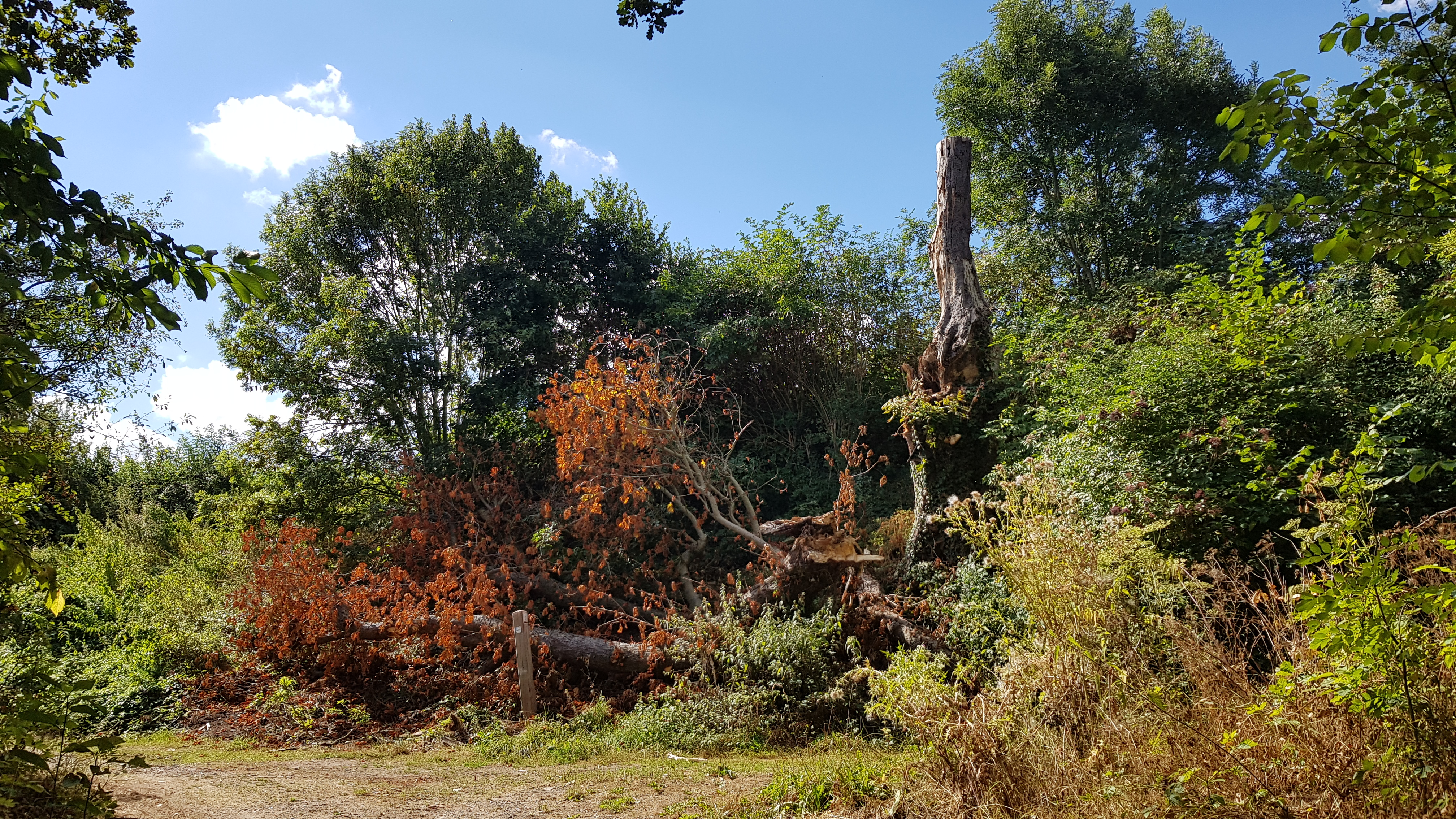
De boom op 11 augustus 2018